# إبريق صفار

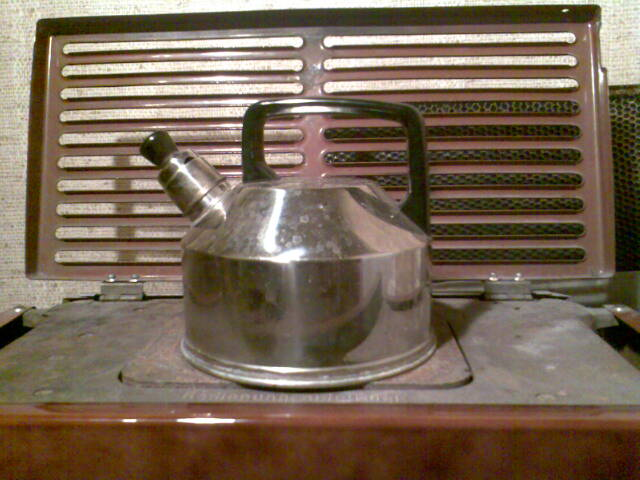
غلاية مع صافرة قابلة للانفصال على فوهتها.

الإبريق الصفار أو الغلاية الصفارة غلاية مزودة بأداة تخرج صوت صفير عندما يبدأ الماء في الغلاية في الغليان. يتسبب مرور البخار خلال الأداة الصافرة بالاهتزاز، والذي بدوره يجرج الصوت المعروف في الفيزياء بـ «نغمة الثقب».
لم تكن الآلية الدقيقة التي تحدث هذا الصوت مفهومة تماما حتى نشر طالب السنة الرابعة هندسة في المرحلة الجامعية في جامعة كامبردج ر. ه. هنريوود ومشرفه أ. أغراوال ورقة «الصوتيات الهوائية لإبريق البخار» في مجلة فيزياء السوائل في عام 2013.